# Zinf
Zinf (früher FreeAmp) ist ein freier Audioplayer für Windows und Linux. Zinf unterstützt die Formate MP3, (Ogg)Vorbis, WAV, Audio-CDs und ist in der Lage Streaming Audio wiederzugeben.
Er wird als freie Software unter den Bedingungen der GNU General Public License (GPL) verbreitet. Er ist in den Programmiersprachen C und C++ geschrieben und basiert auf mpg123 und dem Oberflächen-Toolkit GTK+.

## Geschichte
Eine erste Entwicklungsversion von FreeAmp wurde am 2. Juli 1998 veröffentlicht.
Anfangs verarbeitete FreeAmp MPEG Audio mit dem von Xing Technology entwickelten Dekoder.
Am 18. Dezember 1999 wurde Version 2.0 freigegeben.
Da der Begriff „AMP“ ein eingetragenes Warenzeichen von PlayMedia Systems, Inc. ist und dieses seine Rechte geltend machte, musste das FreeAMP-Projekt umbenannt werden. Ab Version 2.2.0 vom Juni 2002 wird nun unter dem Namen „Zinf“ veröffentlicht. Zinf ist ein rekursives Akronym, welches für „Zinf Is Not FreeA*p“ steht.
Die Weiterentwicklung scheint schon seit einiger Zeit stehengeblieben zu sein. So wurden seit längerem keine neuen Versionen mehr veröffentlicht. Der letzte Download stammt von Anfang 2004, während die Windows-Version noch älter ist und sogar noch einige schwere Fehler in Bezug auf das Ogg Vorbis-Format enthält.